# Mira Nair
  Mira Nair    (Rourkela, 15 d'octubre de 1957) és una directora de cinema nascuda a l'Índia que viu als Estats Units. Amb la seva productora, Mirabai Films, és reconeguda per diverses pel·lícules especialitzades en la societat índia i pensades pel mercat occidental. Entre les seves obres destaquen Mississippi Masala, The Namesake, Monsoon Wedding (guanyadora del Lleó d'Or de Venècia) o Salaam Bombay! (nominada a l'Oscar a la millor pel·lícula de parla no anglesa el 1988).

## Filmografia
- Jama Street Masjid Journal (1979)
- So Far From India (1982)
- India Cabaret (1985)
- Children of a Desired Sex (1987)
- Salaam Bombay! (1988)[1]
- Mississippi Masala (1991)[1]
- The Day the Mercedes Became a Hat (1993)
- The Perez Family (1995)[1]
- Kama Sutra: A Tale of Love (1996)[1]
- My Own Country (1998) (Showtime)
- Monsoon Wedding (2001)[1]
- Hysterical Blindness (2002)
- 11'9"01 September 11 (Segment - "India") (2002)
- Still, The Children are Here (2003)
- Vanity Fair (2004)[1]
- The Namesake (2006)[1]
- Migration.. (2007)[2]
- New York, I Love You (Segment - "Kosher Vegetarian") (2009)[3]
- 8 (Segment - "How can it be?") (2008)[4]
- Amelia (2009)[1]
- The Reluctant Fundamentalist (2012)
- Words With Gods (2014)
- The Bengali Detective (2015)
- Queen of Katwe (2016)